# Voinsles
Voinsles – miejscowość i gmina we Francji, w regionie Île-de-France, w departamencie Sekwana i Marna.
Według danych na rok 1990 gminę zamieszkiwało 415 osób, a gęstość zaludnienia wynosiła 15 osób/km² (wśród 1287 gmin regionu Île-de-France Voinsles plasuje się na 855. miejscu pod względem liczby ludności, natomiast pod względem powierzchni na miejscu 26.).